# NHK G-Media 大相撲中継
『NHK G-Media 大相撲中継』（エヌエイチケイ・ジーメディア おおずもうちゅうけい）は、日本の相撲雑誌である。本項では、前身にあたる『大相撲中継』誌についても言及する。

## グラフNHKからステラへ
『大相撲中継』（おおずもうちゅうけい）は、NHKサービスセンターが1975年から2010年末まで発行していた雑誌『大相撲特集』の後継誌である。1999年名古屋場所号まで『大相撲特集号』ついで『大相撲特集』であり、以後が『大相撲中継』となった。
1975年に『グラフNHK』の別冊版として創刊され、1990年からは『グラフNHK』を週刊テレビ情報誌にリニューアルした『NHKウイークリーステラ』の別冊版として隔月刊行されていた。発売は番付発表前であることが多いにもかかわらず、三役昇進力士、幕内昇進力士の的中率が非常に高かった。
1月の初場所では約50,000部、他の本場所では約35,000部を発行していた。
1979年12月発売号までは「大相撲録音」と題したソノシートが付録で付いていた。内容はA面がラジオの実況録音を中心とした本場所のダイジェスト、B面がインタビューなどの企画ものであった。
相撲専門誌は本誌以外に、ベースボール・マガジン社から刊行されている月刊『相撲』、読売新聞東京本社から刊行されていた『大相撲』と3誌があったが、『大相撲』が2010年9月号を最後に休刊になったことにより、本誌と『相撲』の2誌だけとなった。
最終号は2010年12月発売の「初場所展望号」である（理由については後述）。

## 角界不祥事と雑誌の休廃刊・復刊
2010年6月に発売する予定だった「名古屋場所展望号」は、野球賭博問題の影響により発売中止となった（同問題に関与した力士のインタビューが掲載されていたため）。相撲界の不祥事を理由にした発売中止はもちろん、この雑誌自体が発売中止となったことは史上初であった。なお、8月24日に「名古屋・秋場所合併号」として発売された。
さらに2011年2月には「春場所展望号」が、大相撲八百長問題の影響で発売中止となっている。しかし、春場所中止決定から2週間して、さらに休刊に追い込まれる形となった。「夏場所展望号」以降の発行も取りやめることになり、再開されないまま事実上の廃刊となり、36年の歴史に幕を下ろすことになった。
休刊の理由について、NHKサービスセンターは「春場所中止と相撲界を取り巻く状況を総合的に判断し、休刊することにした」と説明している。ただ、本場所が再開され、NHKの中継が行われることになった場合、改めて再発行を検討するとしていた。八百長問題の影響という不本意な形で廃刊となり、相撲専門誌は月刊『相撲』1誌だけが残る形となった。
休刊後、1横綱3大関が誕生し、角界に活気が戻りつつあり、相撲人気も上向いてきたことから、2013年6月に『NHK G-Media 大相撲ジャーナル』と雑誌名を変更し復刊することが決まった。編集をNHKグローバルメディアサービス、発行をイースト・プレス（2014年5月以降はアプリスタイル）が担当し、編集長に元NHKアナウンサーで旧「大相撲中継」編集長だった緒方喜治が起用されている。2015年7月からは本場所後の「総決算号」も発行されるようになった。
2017年5月場所の展望号から、発行所を毎日新聞出版に変え、タイトルも、『NHK G-Media 大相撲中継』と改めての刊行となった。またアプリスタイルはスポーツ報知に提携先を変えて「スポーツ報知大相撲ジャーナル」に改めたが、後にスポーツ報知との提携も解消され、冠なしの「大相撲ジャーナル」として刊行されていた（2024年11月休刊）。

## 注
1. 1 2  “専門誌「大相撲中継」が休刊 八百長問題受け”. 朝日新聞. (2011年2月21日)
2. 1 2  36年の歴史に幕!「NHK大相撲中継」事実上の廃刊…八百長問題 スポーツ報知 2011年2月20日
3. ↑  NHKの相撲専門誌が休刊　八百長問題の影響受ける 共同通信 2011年2月20日
4. ↑  雑誌「大相撲中継」名称変更で復刊,日刊スポーツ,2013年5月23日
5. ↑  NHK相撲専門誌が復刊 名古屋場所前から,スポーツニッポン, 2013年5月23日